# Slag op de Wilde Ackers
De Slag op de Wilde Ackers markeerde op 28 oktober 1427 het einde van de heerschappij van de hoofdelingsfamilie Tom Brok over Oost-Friesland. Na een eerste overwinning van de Oost-Friese hoofdeling Focko Ukena over Ocko II tom Brok in de Slag van Detern van 1426 verbond Focko zich met Hendrik II van Meurs, de bisschop van Münster, en talrijke Oost-Friese hoofdelingen tegen Ocko. Op het Broekmerland (Brokmerland) werd Ocko op 28 oktober met de Slag op de Wilde Ackers, tussen Oldeborg en Marienhafe, verslagen. Ocko werd gevangengenomen te Leer en verloor voorgoed zijn heerschappij over Oost-Friesland.

## Achtergrond
De familie Tom Brok probeerde als eerste een uitgestrekte heerschappij over Oost-Friesland te verkrijgen. De familie Tom Brok was afkomstig uit het Norderland, maar had in de tweede helft van de 14e eeuw en in de eerste kwart van de 15e eeuw de heerschappij over het Brookmerland en Auricherland verkregen. Van hieruit probeerden ze hun macht uit te breiden over heel Oost-Friesland. Het lukte de familie om haar sterkste vijand, de hoofdelingsfamilie Abdena uit Emden, uit hun stad te verdrijven en deze in te nemen.
De familie Tom Brok had hiermee het toppunt van haar macht bereikt. Zij provoceerden de Oost-Friezen met hun heerschappij zodanig dat de leden van de familie Tom Brok als tirannen werden beschouwd die het grootste goed van de Friezen wilden ontnemen, de Friese Vrijheid. Ondanks het verzet van het volk was de familie Tom Brok op dit moment nog sterker dan een van de andere hoofdelingsfamilies. Dit veranderde pas in 1420 toen Ocko aan de westelijke grens op Jan van Beieren stuitte. De andere hoofdelingsfamilies wisselden van kant en de machtigste bondgenoot van de familie Tom Brok, Focko Ukena, die voor de familie vanuit de stad Leer het zuidelijk deel van Oost-Friesland regeerde, brak met de familie Tom Brok.
Ocko probeerde zijn macht opnieuw zeker te stellen door zijn aanspraak op de heerschappij met elementen van de Friese Vrijheid te omkleden. Dit mislukte, waardoor Focko symbool werd van de Friese Vrijheid.
Als reactie riep Ocko de Oldenburgse graven op om hem te helpen. Zij waren via huwelijk met Ocko verbonden. De grafelijke troepen werden in de Slag van Detern van 1426 verslagen door Focko Ukena. Ocko werd voorgoed door Focko verslagen op de Slag op de Wilde Ackers. Focko was met zijn krijgers het Brookmerland ingetrokken. Ocko verbleef in de Marienhof (tegenwoordig: Marienhafe). Toen Ocko zich buiten de bescherming van de muren begaf, kwam het tot een treffen tussen Focko en Ocke op de Wilde Ackers.
De slag eindigde met de hechtenis van Ocko en de vernieling van het kasteel Broke (een kasteel in de buurt van Engerhafe). Ocko en zijn halfbroer Itze werden gevangengenomen en naar de stad Leer gebracht. Ingeborg, de vrouw van Ocko, verhuisde naar kasteel Donnerschwee nabij Oldenburg. Hiermee eindigde de heerschappij van de familie Tom Brok over Oost-Friesland. Toen Ocko vier jaar later vrij gelaten werd, veranderde deze situatie niet.

## Na de slag
Nadat Ocko was verslagen, probeerde Focko Ukena Oost-Friesland onder één heerschappij samen te voegen. Focko kon zijn aanspraak niet handhaven, omdat de boeren die hij de vrijheid had beloofd tegen hem keerden ten gunste van de hoofdelingsfamilie Cirksena, die de oppositie vanuit de Vrijheidsbond der Zeven Oost-Friese landen aanvoerden.
Nadat Focko diverse militaire nederlagen had geleden, vluchtte hij in 1431 via Papenburg naar Münster naar de borg Dijkhuizen bij Appingedam, die eigendom was van zijn tweede echtgenote, Hiddeke Ripperda. Daar stierf hij in 1435.

## Archeologische ontdekkingen
In 1845 werd bij werkzaamheden ter verbreding van de weg tussen Georgsheil en Marienhafe, nabij de afrit Upgant-Schott, een aantal menselijke skeletten en paardenknoken gevonden die daar enkele eeuwen waren begraven. Men neemt aan dat dit slachtoffers van de Slag op de Wilde Ackers waren.

## Galerij

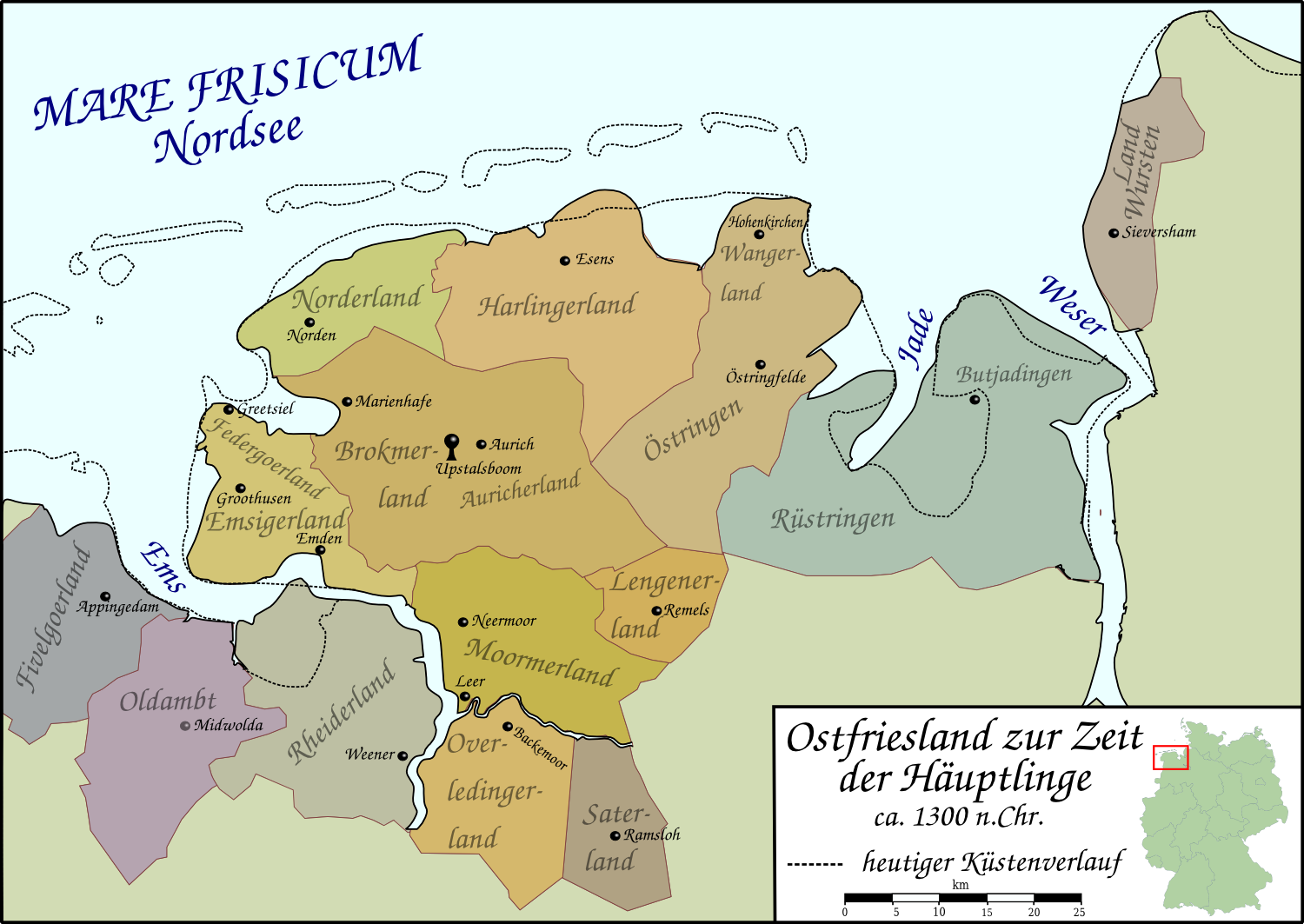
Oost-Friesland rond 1300